# Превалитана

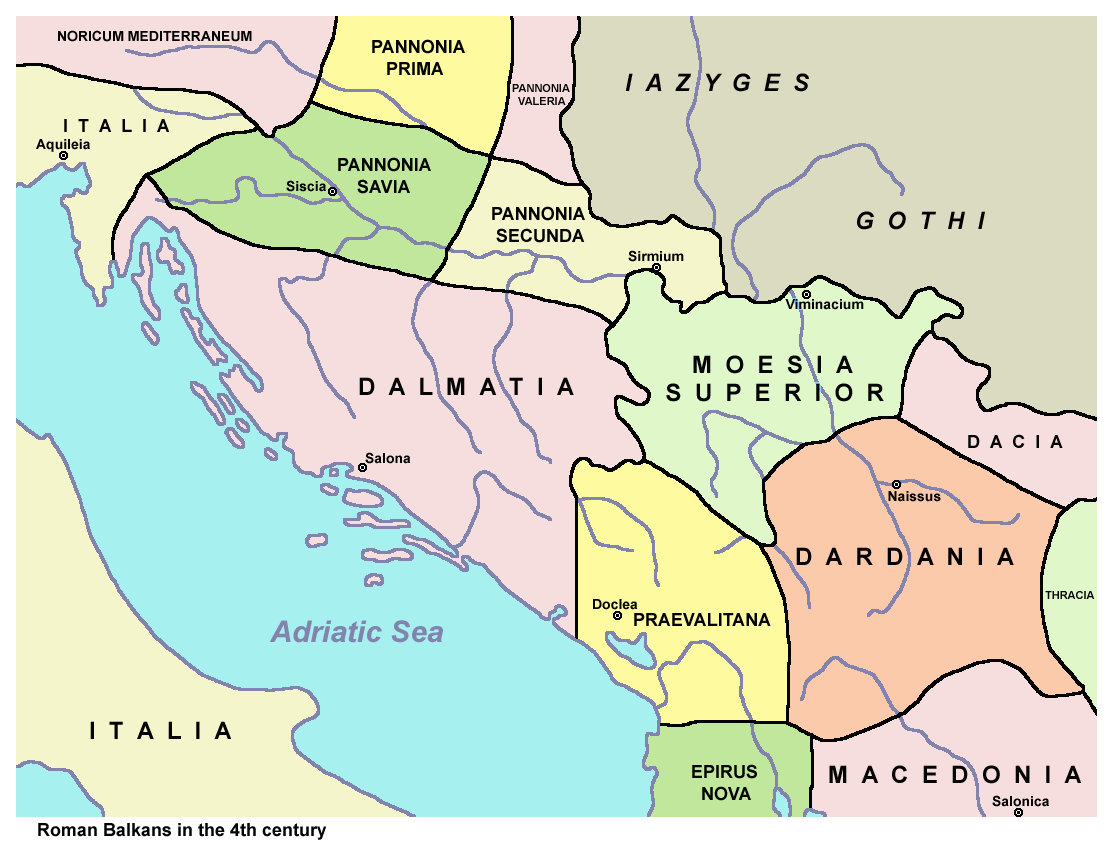
Римские провинции на Балканах, IV век нашей эры

Превалитана (лат. Praevalitana, также есть написание Prevalitana, Prevaliana, Praevaliana и Prevalis) — провинция поздней Римской империи, существовавшая между 284 и 600 годами. Территория провинции охватывала части современных Черногории, Албании (север) и Сербии (юго-запад). Столица — Скодра.

## Предыстория
Римская империя завоевала Адриатику и Балканы после Третьей Иллирийской войны в 168 году до нашей эры. Римляне разгромили иллирийского царя Гентия в 168 году до нашей эры и захватили в плен, приведя его в Рим через три года. Были образованы четыре марионеточные республики, подчинявшиеся Риму. Позже на их основе была создана провинция Иллирия, столицей которой была Скодра. В 10 году нашей эры Иллирия была разделена на Паннонию и Далмацию, последняя охватывала Динарские Альпы и почти всё восточно-адриатическое побережье (в том числе и территорию современной Черногории).

## Образование
Провинция Превалитана была образована по указу императора Диоклетиана на основе юго-восточной части бывшей Далмации и вошла в состав Мёзийского диоцеза, одного из 12 диоцезов, созданного Диоклетианом в системе тетрархии. Позже Мёзийский диоцез был разделён на Дакийский и Македонский диоцезы (на севере и юге соответственно). Превалитания изначально была в составе Македонского диоцеза, но позже вошла в состав Дакийского диоцеза, куда входили также Средиземноморская Дакия, Прибрежная Дакия, Дардания и Внутренняя Мёзия. В 395 году после раскола Римской империи вошла в Восточную Римскую империю, в Преторианскую префектуру Иллирикум. В 413 году к Превалитании отошла часть провинции Македония Салютарис (другая часть досталась Эпирусу Нова).

## Исчезновение
После краха Западной Римской империи Превалитана оставалась под властью Византии. В 530-е годы при Юстиниане византийцы использовали провинцию как базу для подготовки к походу на остготов во время Готских войн. Во время Великого переселения народов провинцию заселили паннонские авары и славянские племена, а в VI — VII веках почти полностью разграбили и разорили, разрушив крупные города.

## Города

Превалитана и Северные Балканы в период Поздней античности

Первые письменные упоминания о поселениях в Южной Далмации относятся к римской провинции Превалитана и римскому городу Бирсиминиум, находившемуся недалеко от иллирийского города Доклея. Доклея была крупным по тем временам городом (население её составляло от 8 до 10 тысяч человек), а своё наименование получила по имени племени доклетов, живших на той территории. Около 400 г. нашей эры был образован Архидиоцез Доклея, существовавший до 927 года. Доклеты жили в плодородной долине реки Зета, которая соединяла побережье и континентальную часть современной Черногории и обеспечивала экономический рост тех земель. Другое племя, лабеты, жило между озером Скадар и местом, где сейчас находится Подгорица; их столицей был Мефеон (ныне Медун), а у них самих были хорошо развиты социальная и военная система.
С V века нашей эры началось заселение Превалитаны славянскими и аварскими племенами, которые грабили местных и разоряли города. Доклея была стёрта с лица земли, и вскоре славяне построили свой город, который был назван Рибница (ныне Подгорица). Нероманизированные албанские племена ушли в горную местность. До X века романизированным городом, не подвергшимся разорению, оставался Акрувиум (ныне Котор), который стал торговым центром региона. Также известными в те времена были города Андерва (Никшич) и Ризиниум (Рисан).